# Munir Menem
Munir Menem (Anillaco, La Rioja, 1932 - Buenos Aires, 30 de noviembre de 2010) fue un político y diplomático argentino. Era hermano de los también políticos Eduardo, Amado y Carlos Menem y durante la presidencia de este último se desempeñó como Embajador de su país en Siria desde 1989 hasta el año siguiente, cuando decidió renunciar para asumir la jefatura de la Unidad Presidencial, cargo que ocupó desde ese año hasta 1999. 

## Biografía
Nació en Anillaco, Provincia de La Rioja, en 1932 siendo el segundo hijo del matrimonio conformado por los inmigrantes sirios musulmanes llegados de Yabroud Saúl Menem (1898-1975) y Mohibe Akil (1907-1977), proviniendo su madre de «una familia muy aristocrática de Siria», según declaró la periodista Olga Wornat.
En 1989, su hermano, Carlos Menem, asumió como presidente de Argentina y Munir fue designado embajador argentino en la República Árabe Siria; probablemente por ser una persona de extrema confianza del presidente y un conocedor del idioma. En 1990, el escándalo de la distribución de leche en mal estado por parte del Gobierno a entidades de bien público provocó la renuncia de Miguel Ángel Vicco, uno de los secretarios privados del presidente, y fue entonces cuando Munir fue llamado para ocupar un despacho en la Casa Rosada. Renunció como embajador, volvió a Argentina y asumió la jefatura de la Unidad Presidencial, encargada, entre otras cosas, de organizar la agenda del presidente. Se desempañaría en ese cargo por nueve años, hasta el término del segundo mandato de su hermano en 1999. Empleados de la Casa Rosada del entonces describirían a Munir como muy silencioso, de buen carácter, ordenado en su trabajo y muy exigente.
Su última aparición pública fue en mayo de 2009 en Comodoro Py cuando fue citado a declarar por el juez Ariel Lijo, 
Y en 2008 el fiscal Alberto Nisman su «inmediata detención» y la de su hermano Carlos e. La causa Atentado a la AMIA. Otros funcionarios del gobierno de Carlos Menem imputados, incluyeron al mismo expresidente, al juez federal Juan José Galeano y a Hugo Anzorreguy, entonces jefe de la SIDE, entre otros. Nisman volvería a pedir las detenciones de los mismos funcionarios en 2014. A Munir se lo acusaba concretamente de haber realizado una llamada telefónica al primer juez del caso, Juan José Galeano, para direccionar la investigación y abortar la llamada «pista siria». Nisman sostenía que tanto Carlos como Munir Menem habrían pretendido encubrir la investigación penal en contra del empresario sirio Alberto Kanoore Edul. Poco antes de fallecer, Nisman descartaría la pista siria y se centraría en la pista iraní.
Fue internado en el Instituto Fleni en mayo de 2010 a causa de un accidente cerebrovascular y falleció allí el 30 de noviembre del mismo año. Su madre había fallecido por la misma causa a los 70 años.